# Frederik Adam Müller
Frederik Adam Müller (28. maj 1725 på Boller ved Horsens – 27. februar 1795) var en dansk embedsmand og kobberstiksamler, far til Adam Gottlob Müller og Peter Erasmus Müller.
Forældrene var Peter Müller (død 1749), forvalter på Boller, og Aurelia født Anchersen (død 1754).
Han blev student fra Horsens lærde Skole 1743 og gik kontorvejen. 1758 blev han hofskriver, 1765 stempelpapirforvalter i Danmark og Norge og justitsråd, 1774 etatsråd og 1784 konferensråd.
Som embedsmand har han ikke efterladt sig større spor; derimod må han nævnes med ære som flittig og kyndig samler af Pinacotheca Dano-Norvegica, som er en af det Kongelige Biblioteks ypperste skatte, og som efter hans død erhvervedes til biblioteket for en livrente til datteren. I over 50 år havde Müller samlet disse kobberstik (4-5000), ordnet dem systematisk og forfattet en udførlig håndskreven katalog over dem; hans søn Adam Gottlob Müller udgav en udsigt over hele samlerværket i 1796.
Da den nyserhvervede Wasserschlebeske Samling af kobbere og overhovedet alle kobberstikkene på det Kongelige Bibliotek skulle ordnes, og der i den anledning 1783 nedsattes en kommission, var Müller medlem af denne; dette kæmpearbejde, systematisk ordning af 76244 kobbere, varede fra 1783-90; det udførtes dog hovedsagelig af Johannes Wiedewelt.
Müller var medudgiver af Beskrivelse over danske Mønter og Medailler i den kongl. Samling (1791).
Han havde i 1763 ægtet Marthe Sophie Garboe, datter af konsistorialråd Garboe i Tikøb; hun døde 20. februar 1780.